# Dom (muntanya)
El Dom és una muntanya de 4.545 metres que es troba al cantó de Valais a Suïssa. És el tercer cim més alt dels Alps suïssos i el setè de tota la serralada alpina. És el punt culminant del massís de Mischabel, el massís més alt situat íntegrament dins de Suïssa.